# Georg Loesche
Karl David Georg Loesche (* 22. August 1855 in Berlin; † 7. März 1932 in Königsee) war ein deutscher evangelischer Theologe und Kirchenhistoriker.

## Leben

### Herkunft und Familie
Georg Loesche wurde als Sohn des Berliner Bankiers Adolph Loesche (1821–1894) und dessen Ehefrau Sophie geb. Krakau (1826–1893) geboren.
Am 10. April 1885 heiratete er Naëma Kahlden (1854–1927, Tochter des Gutsbesitzers Karl von Kahlden (1822–1894) und dessen Ehefrau Clara, geb. Kempe (1832–1879)). Die Ehe blieb kinderlos.

### Werdegang und Wirken
Nach dem Abitur am Joachimsthalschen Gymnasium in Berlin nahm er 1875 an der Rheinischen Friedrich-Wilhelms-Universität Bonn ein Studium der Theologie auf, wechselte zur Eberhard Karls Universität Tübingen und kam zur Friedrich-Wilhelms-Universität zu Berlin, wo er 1879 und 1882 seine theologischen Staatsexamina ablegte und 1880 in Jena mit der Dissertation De Augustino Plotinicante in doctrina de deo disserenda zum Dr. phil. promoviert wurde. Nach dem Militärdienst beim 2. Garde-Dragoner-Regiment in Berlin erwarb er 1883 die Lehrberechtigung im Fach Theologie und habilitierte sich 1885 mit dem Werk Das Leben und die Werke Bellarmins. 1887 folgte die Berufung auf den Lehrstuhl für Kirchengeschichte der Evangelisch-Theologischen Fakultät der Universität Wien, wo er nach zwei Jahren ordentlicher Professor wurde. In den Jahren von 1890 bis 1911 war er als Dekan Leiter der Fakultät. Ab 1891 war er über vier Jahrzehnte der Herausgeber des Jahrbuchs für die Geschichte des Protestantismus in Österreich. In seinen Forschungen widmete er sich der Geschichte des Protestantismus im Habsburgerreich, auch des böhmischen Protestantismus (Johannes Mathesius (1504–1565)) und gilt als herausragender Histograph des österreichischen Protestantismus.

## Ehrungen und Auszeichnungen
- 1908 Hofrat
- 1921 Mitglied der Österreichischen Akademie der Wissenschaften
- 1890: Dr. theol. h. c. (Universität Jena)
- 1909: Dr. theol. h. c. (Universität Genf)

## Werke (Auswahl)
- 1895 Johannes Mathesius, ein Lebens- und Sitten-Bild aus der Reformationszeit
- 1902/1930: Geschichte des Protestantismus in Österreich
- 1909: Luther, Melanchthon, Calvin in Österreich-Ungarn
- 1915: Zur Gegenreformation in Schlesien
- 1923: Die böhmischen Exulanten in Sachsen
- 1929: Neues über die Ausrottung des Protestantismus in Salzburg
- 1930: Fromme Lieder aus der Jugendzeit